# Сиккимская полёвка
Сиккимская полёвка (лат. Neodon sikimensis) — вид млекопитающих из подсемейства полёвок Arvicolinae. Типовой вид для рода Neodon. Обитает в Южной Азии в Гималаях: на юге Китая, в Непале, Бутане и северо-востоке Индии.

## Описание
Длина тала сиккимских полёвок составляет от 9,7 до 11,9 см, а длина хвоста — от 3,0 до 5,2 см. Длина ступни — 17—22 миллиметров, длина ушной раковины — от 11 до 16 миллиметров. Как и у Neodon irene мех на спине от серого до тёмно-коричневого, бока тела немного светлее, то есть охристо-коричневого цвета и плавно переходят в тёмно-серое брюшко. Сиккимская полёвка отличается от Neodon irene прежде всего своими размерами и особенностями зубов. 
Геном состоит из диплоидного набора хромосом из 2n=48, NF=56.

## Распространение
Сиккимская полевка встречается в Южной Азии в Гималаях от юга Китайской Народной Республики до Непал и Бутан до северо-востока Индии в Западной Бенгалии и Сиккиме. Ареал в Китае включает части южной части Тибетского автономного округа.

## Образ жизни
Сиккимская  полевка обитает в основном на горных лугах и богатых растительностью местообитаниях на окраинах рододендроновых зарослей или хвойных лесов на высоте от 2100 до 3700 метров. Питаются животные в основном зелеными частями растений, реже семенами. Данные о размножении весьма ограничены; были отловлены беременные самки с двумя или тремя эмбрионами.

## Систематика
Сиккимская полёвка рассматривается как самостоятельный вид в пределах рода Neodon, который включает пять или шесть видов. Первое научное описание принадлежит британскому зоологу Томасу Хорсфилду, который описал этот вид и род в 1841 году, основываясь на особях из Сиккима в Индии. В некоторых случаях полёвка Neodon irene из провинции Ганьсу считалась синонимом сиккимской полёвки.

## Статус, угрозы и охрана
Сиккимская полёвка классифицируется Международным союзом охраны природы и природных ресурсов (МСОП) как подвергающаяся наименьшей опасности. Это оправдано, так как она обладает сравнительно большим ареалом и большой предполагаемой общей численностью популяции, но конкретные данные о численности отсутствуют. Потенциальные риски для всей популяции вида неизвестны. В некоторых частях Южной Азии ей угрожает потеря и деградация местообитаний из-за вырубки леса, а также интродуцированных видов и домашних кошек и собак.